# Richard Lattimore
Richmond Alexander Lattimore, född 6 maj 1906, död 26 februari 1984, var en amerikansk poet och översättare, känd för sina översättningar av grekiska klassiker, särskilt Iliaden och Odysséen.